# 청춘 돼지는 책가방 소녀의 꿈을 꾸지 않는다 (영화)
《청춘 돼지는 책가방 소녀의 꿈을 꾸지 않는다》(일본어:  青春ブタ野郎はランドセルガールの夢を見ない, 영어: Rascal Does Not Dream of a Knapsack Kid)은 2023년에 개봉한 일본의 로맨스, 스릴러, 미스터리, 판타지, 드라마, 애니메이션 영화이다.
 마스이 소이치가 감독을 요코타니 마사히로가 각복을 맡았다.
 일본은 2023년 12월 1일에 대한민국은 2024년 2월 1일에 개봉되었다.

## 줄거리
3학기도 앞으로 1달 남은 연인인 마이의 졸업식을 맞이한 사쿠타는 

시치리가하마 해안가에서 마이를 기다리던 도중 마이의 초등학생이라 생각되는

초등학생을 만나게 되고 잠깐 이야기를 나눈 것을 마이에게 말하는데

이후 아빠에게 엄마가 카에데를 보고 싶어한다는 전화를 받게 된 사쿠타는

카에데의 의사를 묻고 만나기로 결정하고 부모님과 만나지만 그 순간

사쿠타의 몸에 낯선 흉터가 생기는데...

## 출연진

### 주연
- 이시카와 카이토 - 아즈사가와 사쿠타 목소리 역
- 세토 아사미 - 사쿠라지마 마이 목소리 역
- 쿠보 유리카 - 아즈사가와 카에데 목소리 역

### 조연
- 토야마 나오 - 코가 토모에 목소리 역
- 타네자키 아츠미 - 후타바 리오 목소리 역
- 우치다 마아야 - 토요하마 노도카 목소리 역
- 미나세 이노리 - 마키노하라 쇼코 목소리 역
- 시무라 토모유키 - 사쿠타와 카에데의 아빠 목소리 역
- 카메오카 마미 - 사쿠타와 카에데의 엄마 목소리 역
- 오오츠 아이리 - 마이의 엄마 목소리 역

## 참고 사항
- 엔딩 크레딧 이후 후속작과 관련된 쿠키 영상과 '대학생편 제작 결정' 발표가 있다.